# 美濃町線
美濃町線（日语：／）是連接岐阜縣岐阜市徹明町站至同縣美濃市美濃站（1999年前）或同縣關市關站（2005年前）之間的名古屋鐵道（名鐵）路面電車線。該線在2005年4月1日全線廢除。
路線名稱取自美濃市的前身美濃町。在1999年，美濃町線中於美濃市內區間被廢除時，路線直至2005年全線廢除前沒有改名。

## 概要
路線大部分區間都是沿國道156號和國道248號敷設。在徹明町站至北一色站之間整個區間是與道路共用，北一色站至關站之間多數都是使用專用軌道，並與道路並行，就像郊區的火車。在建設美濃町線當初是連接岐阜市區的柳瀬與美濃市之間。後來，於岐阜一方的起點改為徹明町。
為了方向乘客轉乘列車前往名古屋方向，在1970年於競輪場前至各務原線田神站之間建設了田神線，使美濃町線電車開始直通運輸至新岐阜站（現時：名鐵岐阜站）（在此以前，乘客若前往名古屋方向的話，需要在徹明町轉乘）。自此主要的班次都是直通至田神線，而徹明町方向的路段變為支線。另外，由於美濃町線和田神線的架空電纜電壓為600伏特，各務原線的架空電纜電壓為1500V伏特。因此當時開始使用了Mo600形等雙電壓車輛。
與路線並行的國道設有此線的競爭對手岐阜乘合自動車（岐阜巴士）。在速度與班次上，由於巴士服務佔優，因此美濃町線被迫苦戰掙扎。雖然如此，美濃町線直至廢除前數年，仍然引入Mo880形與Mo800形等新車。此外也繼續增設列車交會設備便路線可以加班。
但是，由於機動化的關係，使美濃町線客量一直減少。在1999年，由於尾端區間的客量較少，便把與長良川鐵道越美南線並行的新關至美濃之間路段廢除（廢除後，美濃至松森之間部分區間變為道路。松森站附近變為散步道。其餘區間變為農道或把縣道擴寬之用）。在廢除該區間同時，敷設了一條短距離的路軌，連接新關與長良川鐵道關站之間，部分列車會駛入該站。在2001年，美濃町線與競爭對手岐阜乘合自動車推行共通乘車制度（而實際上名古屋鐵道與岐阜乘合自動車都是隸屬同一集團名鐵集團）。乘客減少的原因是在1970年代後期起，在美濃町線沿線的學區制度改變，因此減少了一批學生定期使用美濃町線。
由於客量減少，在2003年1月24日，名古屋鐵道表明與周邊自治體檢討不再營運包含此線在內的600伏特電氣化區間的路線（參見岐阜市內線#概要）。在翌年2004年正式表明不再營運美濃町線等600伏特電氣化區間路線。當時曾經探討可否把這些路線變為民營方式繼續保留下來。後來在2004年7月27日，岐阜市長表示由於客量減少與財政困難等理由，不會保留這些路線。因此，包含此線在內的600伏特電氣化區間路線將會在2005年4月1日廢除。
在廢除前的2005年1月29日，新岐阜站改名為名鐵岐阜站。由於美濃町線車輛在路線廢除後不再於名古屋鐵道中服役，因此在方向幕上，只是把「新」字被遮蓋後繼續使用。而車內廣播與車費顯示器中，該車站名稱仍然標示「新岐阜」。
在2005年3月31日開設了告別班次。在當日，日野橋至琴塚之間的路段有石塊障礙電車行駛，因此曾一度不能通行。另外，由於電車以一人控制，加上客量過多。因此最尾一班電車在4月1日凌晨0時40分才到達新關站。
另外，當地的企業曾經研究可否把路線重開營運（岐阜市內線#廢除後的動態），可是由於沒有取得實質進展，因此最後沒有實現。
在道路上遺留下來的路軌痕蹟在2006年起開始撤走。專用軌道方面，部分地方安裝了太陽能板，其他區間中，大部分地方撤走各種設備後，變為無人看管的狀態。而小屋名至新關之間，由於該區間與舊國道248號並行，因此在路線廢除後進行了道路工程，包括擴寬道路與改善走線。

## 路線資料
※如沒有特別指明，資料截至路線廢除前一刻
- 路線距離（營業距離）：
  - 徹明町至關之間：18.8公里（2005年廢除）
  - 新關至美濃之間：6.3公里（1999年廢除）
- 軌距：1067毫米
- 車站數目：24座（包括起終點站，以及岐阜柳瀨站）
- 雙線區間：徹明町至梅林之間
- 電氣化區間：全線（直流600V）
- 閉塞方式：特殊自動閉塞式（梅林至下芥見之間），單票閉塞式（下芥見至關之間）
- 最高時速：40km/h

## 運行形態

起點站徹明町站與田神線的位置圖

雖然徹明町站是美濃町線的起點站。但是在1970年田神線啟用後，大部分班次都是從新岐阜站（路線廢除時名為名鐵岐阜站）途經田神線直通至美濃町線。徹明町到發的電車只會來往野一色或日野橋，並於該站轉乘於新岐阜到發的電車，以前往新關、美濃方向。兩個系統在競輪場前以東區間會連續行走。而兩架電車中後方電車會持有路籤，前方電車會持有稱為續行票的紅黃2色圓盤。在田神線開通時，曾經設有急行班次，但是在5年後被廢除。
在1981年，除了早上和黃昏時段外，沒有直通班次行走於徹明町/新岐阜至美濃之間，乘客需要在新關站轉乘電車。在新關至美濃之間廢除前一刻，該區間每小時設有1班列車。
在引入Mo880形後的1981年，田神線競輪場前站增設列車交會設備，成為了其中一個把美濃町線活化的措施。在加入該交會設備後，新岐阜至新關之間可提供每15分鐘一班的時間表，雖然提高了方便性，但是客量沒有因此而增加。在2001年10月1日起，日間上午10時至下午3時時段，美濃町線班次減至30分鐘一班。在1999年起開始一人控制。於徹明町到發的班次為約30分鐘一班。
在新關至美濃之間廢除後。於關站到發的班次為每小時1班。日間半數電車於新關折返。首班電車出發時間為早上5時時段，尾班電車出發時間則為晚上11時時段。
除了徹明町至梅林這個區間外，其餘區間都是單線。在該區間中，競輪場前、野一色、日野橋、下芥見、白金、赤土坂、新關和神光寺均設有列車交會設備。
車費方面，田神線全線與美濃町線徹明町至日野橋之間為均一制（在該區間內乘車一次，只需支付同一個價錢），日野橋至關之間的車費計算方式是按照乘車距離。當乘客乘越日野橋時，總車費是把兩方面的車費加起來（例如：乘客從岐阜乘坐電車至關時，車費為岐阜至田神之間的車費，加上日野橋至關之間的車費，再加上田神、美濃町線均一車費）。若乘客從田神線方向轉乘電車前往徹明町方向（於競輪場前站轉乘電車），需要在轉乘後重新支付車費（沒有轉乘券或轉乘優惠）。

## 使用車輛

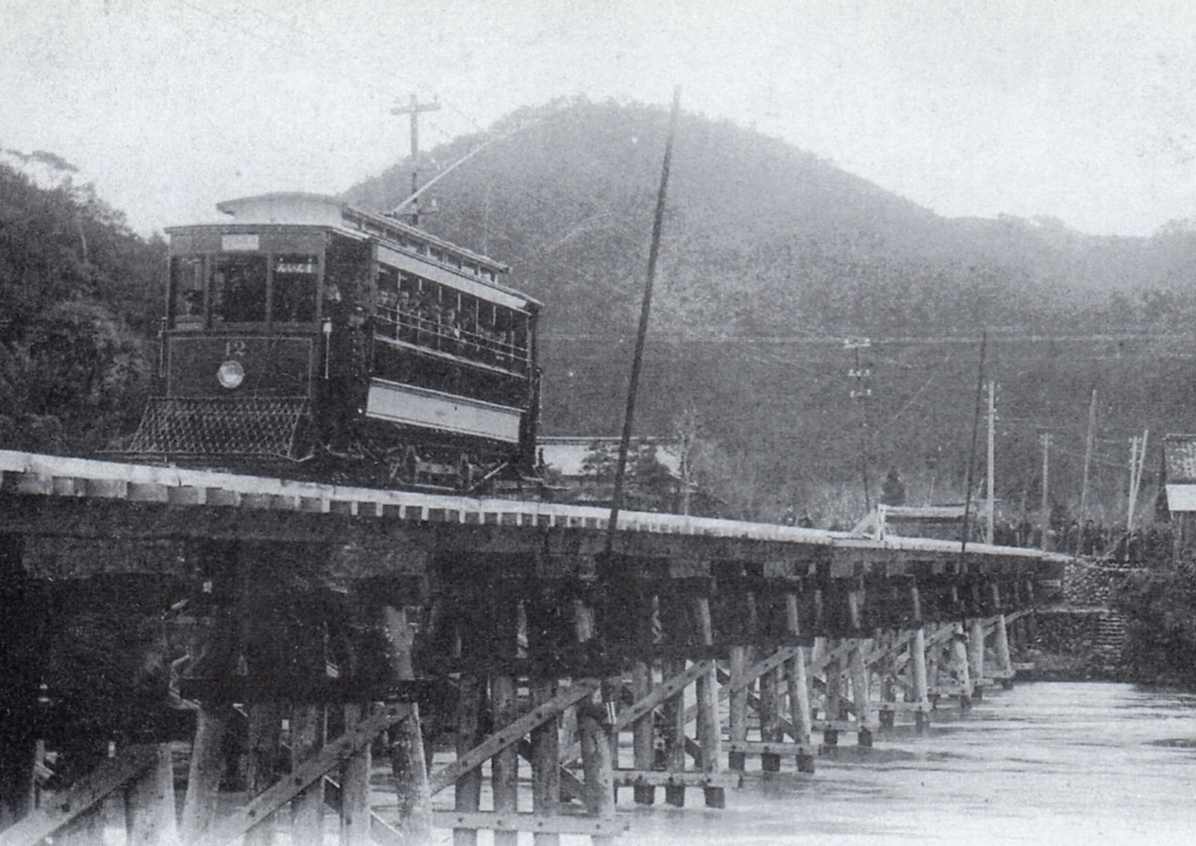
D12號在津保川橋樑上行走

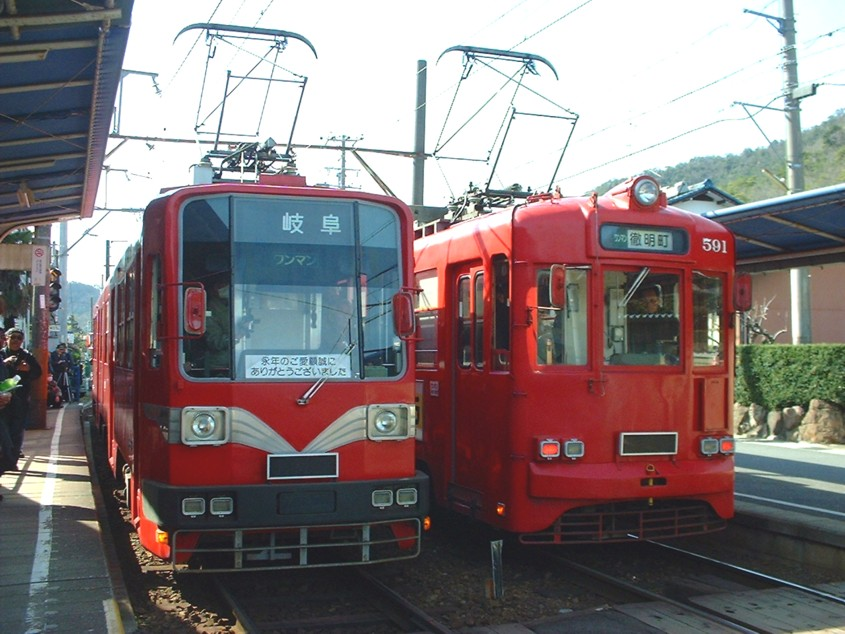
野一色站內的Mo880形與Mo590形

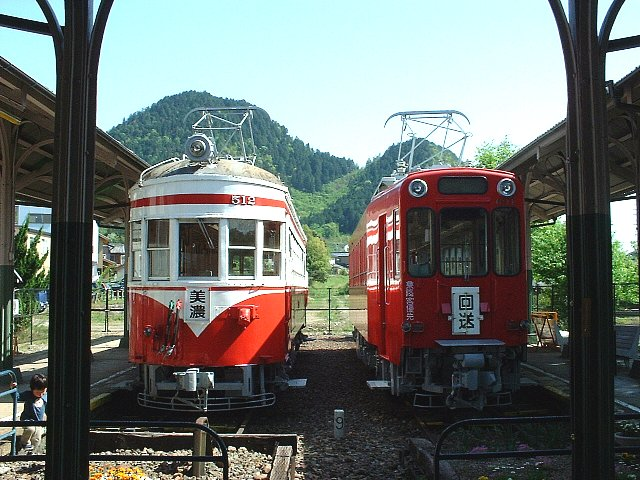
美濃站內保存中的Mo510形與Mo600形

### 截至廢除時
- Mo880形（日语：名鉄モ880形電車） - 雙電壓車輛（日语：複電圧車）
- Mo870形（日语：名鉄モ870形電車） - 雙電壓車輛
- Mo800形（第2代）（日语：名鉄モ800形電車 (2代)） - 雙電壓車輛
- Mo600形（第2代）（日语：名鉄モ600形電車 (2代)） - 雙電壓車輛
- Mo590形（日语：名鉄モ590形電車）

### 廢除前
- Mo580形（日语：名鉄モ580形電車）
- Mo570形（日语：名鉄モ570形電車）
- Mo540形（日语：名鉄モ540形電車）
- Mo530形（2代）（日语：北陸鉄道モハ2100形電車）
- Mo510形・Mo520形（日语：美濃電気軌道セミボ510形電車）
- Mo500形（日语：美濃電気軌道BD500形電車）
- Mo1形・Mo5形・Mo10形・Mo35形（日语：美濃電気軌道の木造単車）

### 車輛數目的變遷
| 年        | 600形 | 880形 | 800形 | 580形 | 590形 | 870形 | 總計(空調車輛) |
| --------- | ----- | ----- | ----- | ----- | ----- | ----- | -------------- |
| 1978      | 6     |       |       | 3     | 5     | 6     | 20(0)          |
| 1982-1983 | 6     | 10    |       |       | 5     | 6     | 27(0)          |
| 1984-1988 | 6     | 10    |       |       | 3     | 6     | 25(0)          |
| 1989-1991 | 6     | 10    |       |       | 3     | 4     | 23(0)          |
| 1992      | 6     | 10    |       |       | 3     | 4     | 23(4)          |
| 1993-1996 | 6     | 10    |       |       | 3     | 4     | 23(10)         |
| 1997      | 6     | 10    |       |       | 3     | 4     | 23(12)         |
| 1998-1999 | 6     | 10    |       |       | 3     | 4     | 23(14)         |
| 2000      | 6     | 10    |       |       | 3     | 4     | 23(16)         |
| 2001-2004 | 1     | 10    | 3     |       | 3     | 4     | 21(19)         |

- 1978年在10月1日統計。82、83年在1月1日統計。84年起在4月1日統計。
- 參考：《私鐵車輛編成表各年版》，J・R・R

## 歷史
美濃町線從美濃電氣軌道建成開通後，起點與終點附近曾經多次改變走線。
- 1911年（明治44年）
  - 2月11日 美濃電氣軌道神田町（後來名為岐阜柳瀨）至上有知（後來名為美濃町）之間開通。
  - 4月1日 上有知站改名為美濃町站。
  - 7月24日 遷移美濃町站。
- 1913年（大正2年） 關站改名為美濃關站。
- 1915年（大正4年）前 神田町站改名為美濃電柳瀨站。
- 1923年（大正12年）
  - 10月1日 松森至新美濃町（後來名為美濃）之間的路段被遷移。美濃町站在遷移後名為新美濃町站。
  - 10月5日 美濃關站改名為新美濃關站。
  - 同年中 美濃町站前站啟用。
- 1924年（大正13年） 新美濃關站改名為新關站。
- 1928年（昭和3年） 赤土坂站暫停營業。
- 1930年（昭和5年）
  - 8月20日 名古屋鐵道與美濃電氣軌道合併。成為名古屋鐵道的美濃町線。
  - 9月5日 名古屋鐵道改名為名岐鐵道。
- 1931年（昭和6年）1月1日 美濃電柳瀨站改名為岐阜柳瀨站。
- 1932年（昭和7年） 二軒家站改名為藥專前站。
- 1935年（昭和10年）8月1日 名岐鐵道改名為名古屋鐵道。
- 1938年（昭和13年）前 在藥專前至兵營前之間的岩戶前站被廢除。
- 1941年（昭和16年）2月10日 兵營前站改名為北一色站。
- 1942年（昭和17年）
  - 4月1日前[2]在岐阜柳瀨至梅林之間的殿町站被廢除。
  - 11月15日 赤土坂站重開。
- 1944年（昭和19年） 野一色站暫停營業。
- 1946年（昭和21年）3月1日前[2] 美濃町站前站暫停營業。
- 1949年（昭和24年）10月1日 野一色站重開。
- 1950年（昭和25年）
  - 4月1日 岐阜柳瀨至梅林之間被廢除，徹明町至梅林之間的新線啟用。美濃町線起點站改為徹明町站。同時遷移梅林站。藥專前站改名為藥大前站。競輪場前站啟用。
  - 9月10日 徹明町至梅林之間的金園町站啟用。
- 1953年（昭和28年）4月12日 徹明町至梅林之間雙線化。
- 1954年（昭和29年）10月1日 新美濃町站改名為美濃站。
- 1957年（昭和32年）8月11日 岩田坂站啟用。
- 1960年（昭和35年）10月20日 暫停營業中的美濃町站前站被廢除。
- 1965年（昭和40年）11月21日 金園町站改名為金園町四丁目站。藥大前站改名為金園町九丁目站。
- 1970年（昭和45年）6月25日 田神線開通。美濃町線電車開始途田神線駛入新岐阜站（現時：名鐵岐阜站）。開設急行班次，行走於新岐阜至美濃之間。
- 1975年（昭和50年）9月16日 急行班次被廢除。
- 1983年（昭和58年）6月15日 新關至美濃之間日間時段變為一人控制。
- 1999年（平成11年）
  - 4月1日 新關至美濃之間6.3公里路段被廢除。新關至關之間開通（在程序上，首先把新關至關之間0.3公里路段遷移，然後把關至美濃之間6.0公里路段廢除）。
  - 12月25日 徹明町、新岐阜至新關之間開始變為一人控制。
- 2005年（平成17年）4月1日 徹明町至關之間18.8公里路段廢除。

新關至關之間的路軌只使用了6年被廢除。

## 車站列表
- 所有車站位於岐阜縣內。
- 車站名稱與接續路線名稱取自廢除當刻。營業距離與所在地取自路線（該區間）廢除當刻。
- 印上*的車站是路線（該區間）廢除前已經廢除（廢除日參見歷史一節）。
- ☆ 琴塚至日野橋之間的路段中，有部分區間是在各務原市內。
- ※ 美濃町站前站在營業時期，越美南線美濃市站的車站名稱為美濃町站

| 中文站名 | 日文站名   | 英文站名      | 站間距離 | 營業距離 | 接續路線               | 所在地 |
| -------- | ---------- | ------------- | -------- | -------- | ---------------------- | ------ |
| 岐阜柳瀨 | 岐阜柳ヶ瀬 | Gifu Yanagase | -        | 0.0      | 名古屋鐵道：岐阜市內線 | 岐阜市 |
| *美園町  | 美園町     | Misonochō     | 0.2      | 0.2      |                        | 岐阜市 |
| *殿町    | 殿町       | Tonomachi     | 0.2      | 0.4      |                        | 岐阜市 |
| 梅林     | 梅林       | Bairin        | 0.4      | 0.8      |                        | 岐阜市 |

| 中文站名     | 日文站名     | 英文站名             | 站間距離 | 營業距離 | 接續路線                             | 所在地  |
| ------------ | ------------ | -------------------- | -------- | -------- | ------------------------------------ | ------- |
| 徹明町       | 徹明町       | Tetsumeichō          | -        | 0.0      | 名古屋鐵道：岐阜市內線               | 岐阜市☆ |
| 金園町四丁目 | 金園町四丁目 | Kanazonochō-Yonchōme | 0.5      | 0.5      |                                      | 岐阜市☆ |
| 梅林         | 梅林         | Bairin               | 0.4      | 0.9      |                                      | 岐阜市☆ |
| 金園町九丁目 | 金園町九丁目 | Kanazonochō-Kyūchōme | 0.5      | 1.4      |                                      | 岐阜市☆ |
| 競輪場前     | 競輪場前     | Keirinjō-mae         | 0.5      | 1.9      | 名古屋鐵道：田神線（大部分電車直通） | 岐阜市☆ |
| *岩戶前      | 岩戸前       |                      | 0.3      | 2.2      |                                      | 岐阜市☆ |
| 北一色       | 北一色       | Kita-Ishiki          | 0.8      | 3.0      |                                      | 岐阜市☆ |
| 野一色       | 野一色       | Noishiki             | 1.1      | 4.1      |                                      | 岐阜市☆ |
| 琴塚         | 琴塚         | Kotozuka             | 0.7      | 4.8      |                                      | 岐阜市☆ |
| 日野橋       | 日野橋       | Hino-bashi           | 1.0      | 5.8      |                                      | 岐阜市☆ |
| 岩田坂       | 岩田坂       | Iwatazaka            | 1.1      | 6.9      |                                      | 岐阜市☆ |
| 岩田         | 岩田         | Iwata                | 1.2      | 8.1      |                                      | 岐阜市☆ |
| 下芥見       | 下芥見       | Shimo-Akutami        | 1.2      | 9.3      |                                      | 岐阜市☆ |
| 上芥見       | 上芥見       | Kami-Akutami         | 1.6      | 10.9     |                                      | 岐阜市☆ |
| 白金         | 白金         | Shirokane            | 1.8      | 12.7     |                                      | 關市    |
| 小屋名       | 小屋名       | Oyana                | 1.6      | 14.3     |                                      | 關市    |
| 赤土坂       | 赤土坂       | Akatsuchisaka        | 1.3      | 15.6     |                                      | 關市    |
| 新田         | 新田         | Shinden              | 1.1      | 16.7     |                                      | 關市    |
| 新關         | 新関         | Shin Seki            | 1.8      | 18.5     |                                      | 關市    |
| 關           | 関           | Seki                 | 0.3      | 18.8     | 長良川鐵道：越美南線                 | 關市    |

| 中文站名    | 日文站名   | 英文站名         | 站間距離 | 營業距離 | 接續路線                            | 所在地 |
| ----------- | ---------- | ---------------- | -------- | -------- | ----------------------------------- | ------ |
| 新關        | 新関       | Shin Seki        | -        | 18.5     | 長良川鐵道：越美南線（關站）        | 關市   |
| 下有知      | 下有知     | Shimouchi        | 2.2      | 20.7     |                                     | 關市   |
| 神光寺      | 神光寺     | Jinkōji          | 1.0      | 21.7     |                                     | 關市   |
| 松森        | 松森       | Matsumori        | 1.5      | 23.2     |                                     | 美濃市 |
| *美濃町站前 | 美濃町駅前 | Minomachi Ekimae | 1.3      | 24.5     | 日本國有鐵道：越美南線（美濃市站※） | 美濃市 |
| 美濃        | 美濃       | Mino             | 0.3      | 24.8     | 長良川鐵道：越美南線（美濃市站）    | 美濃市 |

## 各務線
在大正時代，美濃電氣軌道考慮把鐵路範圍延伸至稻葉郡東南部（現時：各務原市）。這是由於1917年（大正6年），日本陸軍各務原飛行場啟用，由於可預見未來的軍備產業發展，而考慮把路線發展至該處。在計劃中設有2條路線。
1. 岐阜 - 那加村（現時：各務原市） - 芥見村（日语：芥見村）（現時：岐阜市）
  - 從美濃町線二軒家站（可能是金園町九丁目站附近）出發，途經日本陸軍六十八連隊（現時：富田高等學校（日语：富田高等学校 (岐阜県)）附近）和大島（可能是各務原市蘇原大島町附近），連接美濃町線下芥見站。
2. 那加村 - 各務村（現時：各務原市）
  - 從大島（可能是各務原市蘇原大島町附近）出發，途經日本陸軍第一飛行大隊（日本陸軍各務原飛行場西邊），連接各務村（日语：各務村）（可能是各務原市各務西町附近）。推斷在現時名鐵各務原線北邊通過。

在1922年（大正11年）9月14日，美濃電氣軌道取得地方鐵道敷設許可，但是卻沒有動工興建。
後來在1923年（大正12年）6月19日，各務原鐵道株式會社取得稻葉郡北長森村至同郡鵜沼村之間的鐵路建設許可。而該公司在1924年（大正13年）4月13日成立。該許可的路線實際上是各務線的後繼計劃。在美濃電氣軌道的援助下（子公司化），於1927年（昭和2年），長住町站（現時：名鐵岐阜站）至東鵜沼站（現時：新鵜沼站）之間開通。後來，由於各務原鐵道經營困難，因此在1935年（昭和10年）3月28日合併至名岐鐵道（同年8月1日改名為名古屋鐵道），成為名鐵各務原線。

## 注腳
1. ↑  岐阜地区各線年表・ “岐阜線”各線停車場一覧、p.139-143。
2. 1 2  名鉄の廃線を歩く、p.173
3. ↑  「鉄道免許状下付」《官報》1923年6月21日（國立國會圖書館數碼化收藏）
4. ↑  《日本全国諸会社役員録. 第34回》（國立國會圖書館數碼化收藏）
5. ↑  《地方鉄道及軌道一覧 : 附・専用鉄道. 昭和10年4月1日現在》（國立國會圖書館數碼化收藏）
6. ↑  岐阜のチンチン電車―保存版、p.53。